# Primer amor (novela rusa)
Primer amor (en ruso: Первая Любовь) es una novela corta de 1860 escrita por Iván Turguénev.

## Trama
El libro narra la experiencia sentimental de un joven moscovita de dieciséis años llamado Vladímir Petróvich. El conflicto amoroso del protagonista se desencadenará tras la mudanza de unos nuevos vecinos, entre los cuales está la princesa Zinaída Aleksándrovna, de quien se enamora el protagonista.
Uno de los temas centrales de la obra es lucha entre lo racional y lo sentimental. De hecho, todos los personajes que se dejan arrastrar por los sentimientos terminan mal, en contraste con las historias idealizadas con finales felices.
Las últimas páginas de la novela no dejan de ser un modo de plasmar este tópico. Es la visión de la muerte la que lleva al protagonista a reflexionar sobre la juventud y a la apreciación de esta: 
“Oh juventud, juventud… Crees poseer todo los tesoros del universo, incluso la tristeza te sirve de distracción… y sin embargo tus días corren y desaparecen sin contar sin dejar rastro y todo desaparece dentro de ti como la cera al sol, como la nieve”. 
De esta forma se describe cómo, aunque el primer amor fue trágico, Vladímir guarda un recuerdo “normalizado” del mismo. Lejos del dramatismo, su vida ha continuado. Este desenlace queda planteado en varios interrogantes: 
"¿Qué se ha cumplido de todo lo que esperaba?; ¿Qué otra cosa me queda más que los recuerdos de aquella tormenta matinal de primavera que tan fugazmente pasó?”

## Sobre algunos personajes
Personajes principales :
-Vladímir Petróvich: Protagonista y narrador de la historia. En él se pone en boca las desventuras propias de experiencias como el primer amor. En el momento de su relato ya queda descrito como una persona madura, aunque se remonta a sus dieciséis años para verbalizar sus recuerdos. Inocente, tranquilo y silencioso además de transmitir una imagen de bondad y sensibilidad que se demuestra con cada uno de sus actos y con el desenlace.
-Zinaída Aleksándrovna: Joven de veintiún años de la que se enamora el protagonista. Activa, risueña y amigable consigue ser el centro de diferentes juegos de los que los habitantes de la villa son partícipes. 
-Piotr Vasílievich: el padre de Vladímir, tendrá una relevancia crucial en la obra siendo quien causa el conflicto sobre su hijo. 
Aparte de estos tres personajes, encontramos a las madres de los protagonistas así como a los hombres de la villa.
Gran parte de los personajes, sobre todo los allegados de Piotr, quedan retratados según lo que entenderíamos como las convenciones de la época. La obra nos sitúa ante una de las muchas familias pudientes llevando a cabo un continuo “cuidar las apariencias”, a la vez que son, en el fondo, unos personajes atormentados. Cabe hacer mención del contraste entre la interioridad y la expresividad de los actantes que no se muestra no de manera evidente, sino con la frecuente sutileza de la escritura de Turguénev.

## Algunas cuestiones de estilo
Primer amor se encuadra dentro del género de la novela corta. Turguénev crea como marco una reunión de amigos entre los cuales uno, el protagonista Vladímir Petróvich, relatará su experiencia sentimental. De esta forma tendremos un primer nivel de narración que servirá para introducirnos mediante una retrospección en la historia del protagonista. En cuanto al espacio, la acción desarrollada en una dacha, o casa de campo. Este hecho es recurrente en Turguénev,  pues le sirve como forma de representar la vida en su cotidianidad. Su recreación en el paisaje (como el muro al que el protagonista acude cuando necesita estar solo) también es una constante de este escritor que da muestra de su fijación detallista, uno de los rasgos del realismo. De hecho, Turguénev se suele encuadrar dentro del realismo ruso, diferentes obras de juventud, entre las que se incluyen Primer amor, mantienen el sentimentalismo romántico, como la proyección del sujeto en los paisajes.